# Rob Schremp
Rob Schremp (né le 1er juillet 1986 à Syracuse, dans l'État de New York aux États-Unis) est un joueur professionnel américain de hockey sur glace. Il évoluait au poste de centre.

## Carrière
Il fut le deuxième choix de première ronde des Oilers d'Edmonton lors du repêchage de la Ligue nationale de hockey en 2004 alors qu'il évoluait pour les Knights de London de la Ligue de hockey de l'Ontario. Schremp poursuit avec ceux-ci durant deux autres saisons, étant appelé à représenter l'équipe des États-Unis lors des Championnats du monde junior de 2005 et 2006.
Devenant joueur professionnel en 2006-2007, il s'aligne alors pour les Penguins de Wilkes-Barre/Scranton de la Ligue américaine de hockey et est rappelé par les Oilers pour qui il prend part à sa première rencontre en LNH.
Partageant les deux saisons suivantes entre les Oilers et leur nouveau club affilié en LAH, les Falcons de Springfield il se voit, à l'aube de la saison 2009-2010, être réclamé au ballotage par les Islanders de New York.

## Statistiques

### En club
| Saison     | Équipe                            | Ligue       |     | Saison régulière | Saison régulière | Saison régulière | Saison régulière | Saison régulière |    | Séries éliminatoires | Séries éliminatoires | Séries éliminatoires | Séries éliminatoires | Séries éliminatoires |
| Saison     | Équipe                            | Ligue       | PJ  | B                | A                | Pts              | Pun              | PJ               | B  | A                    | Pts                  | Pun                  |                      |                      |
| 2002-2003  | IceDogs de Mississauga            | LHO         | 65  | 26               | 48               | 74               | 25               | 2                | 1  | 0                    | 1                    | 0                    |                      |                      |
| 2003-2004  | IceDogs de Mississauga            | LHO         | 3   | 2                | 4                | 6                | 0                | -                | -  | -                    | -                    | -                    |                      |                      |
| 2003-2004  | Knights de London                 | LHO         | 60  | 28               | 41               | 69               | 18               | 15               | 7  | 6                    | 13                   | 2                    |                      |                      |
| 2004-2005  | Knights de London                 | LHO         | 62  | 41               | 49               | 90               | 54               | 18               | 13 | 16                   | 29                   | 16                   |                      |                      |
| 2005       | Knights de London                 | C. Memorial | -   | -                | -                | -                | -                | 4                | 1  | 5                    | 6                    | 4                    |                      |                      |
| 2005-2006  | Knights de London                 | LHO         | 57  | 57               | 88               | 145              | 74               | 19               | 10 | 37                   | 47                   | 35                   |                      |                      |
| 2006-2007  | Penguins de Wilkes-Barre/Scranton | LAH         | 69  | 17               | 36               | 53               | 0                | -                | -  | -                    | -                    | -                    |                      |                      |
| 2006-2007  | Oilers d'Edmonton                 | LNH         | 1   | 0                | 0                | 0                | 0                | -                | -  | -                    | -                    | -                    |                      |                      |
| 2007-2008  | Falcons de Springfield            | LAH         | 78  | 23               | 53               | 76               | 64               | -                | -  | -                    | -                    | -                    |                      |                      |
| 2007-2008  | Oilers d'Edmonton                 | LNH         | 2   | 0                | 0                | 0                | 0                | -                | -  | -                    | -                    | -                    |                      |                      |
| 2008-2009  | Falcons de Springfield            | LAH         | 69  | 7                | 35               | 42               | 50               | -                | -  | -                    | -                    | -                    |                      |                      |
| 2008-2009  | Oilers d'Edmonton                 | LNH         | 4   | 0                | 3                | 3                | 2                | -                | -  | -                    | -                    | -                    |                      |                      |
| 2009-2010  | Islanders de New York             | LNH         | 44  | 7                | 18               | 25               | 8                | -                | -  | -                    | -                    | -                    |                      |                      |
| 2010-2011  | Sound Tigers de Bridgeport        | LAH         | 1   | 0                | 1                | 1                | 0                | -                | -  | -                    | -                    | -                    |                      |                      |
| 2010-2011  | Islanders de New York             | LNH         | 45  | 10               | 12               | 22               | 12               | -                | -  | -                    | -                    | -                    |                      |                      |
| 2010-2011  | Thrashers d'Atlanta               | LNH         | 18  | 3                | 1                | 4                | 4                | -                | -  | -                    | -                    | -                    |                      |                      |
| 2011-2012  | MODO Hockey                       | Elitserien  | 55  | 19               | 22               | 41               | 46               | 6                | 1  | 4                    | 5                    | 10                   |                      |                      |
| 2012-2013  | Dinamo Riga                       | KHL         | 21  | 1                | 5                | 6                | 6                | -                | -  | -                    | -                    | -                    |                      |                      |
| 2012-2013  | Metalurgs Liepaja                 | Ekstraliga  | 1   | 0                | 0                | 0                | 0                | -                | -  | -                    | -                    | -                    |                      |                      |
| 2012-2013  | EC Red Bull Salzbourg             | EBEL        | 26  | 9                | 27               | 36               | 16               | 11               | 2  | 11                   | 13                   | 10                   |                      |                      |
| 2013-2014  | EV Zoug                           | LNA         | 42  | 9                | 27               | 36               | 8                | -                | -  | -                    | -                    | -                    |                      |                      |
| 2013-2014  | SC Langnau Tigers                 | LNB         | 1   | 0                | 0                | 0                | 0                | -                | -  | -                    | -                    | -                    |                      |                      |
| 2014-2015  | Skellefteå AIK                    | SHL         | 42  | 6                | 14               | 20               | 16               | 3                | 1  | 1                    | 2                    | 0                    |                      |                      |
| 2015-2016  | Pirates de Portland               | LAH         | 75  | 21               | 21               | 42               | 40               | 5                | 2  | 1                    | 3                    | 0                    |                      |                      |
| 2016-2017  | SC Langnau Tigers                 | LNA         | 33  | 10               | 17               | 27               | 10               | -                | -  | -                    | -                    | -                    |                      |                      |
| 2016-2017  | Nürnberg Ice Tigers               | DEL         | 7   | 0                | 3                | 3                | 2                | 12               | 3  | 10                   | 13                   | 2                    |                      |                      |
| 2017-2018  | EC Red Bull Salzbourg             | EBEL        | 36  | 9                | 38               | 47               | 16               | 19               | 5  | 9                    | 14                   | 14                   |                      |                      |
| Totaux LNH | Totaux LNH                        | Totaux LNH  | 114 | 20               | 34               | 54               | 26               | -                | -  | -                    | -                    | -                    |                      |                      |

### En équipe nationale
| Année | Équipe     | Compétition                 |   | PJ | B | A | Pts | Pun      |  | Résultat |
| 2005  | États-Unis | Championnat du monde junior | 7 | 4  | 1 | 5 | 2   | 4e place |  |          |
| 2006  | États-Unis | Championnat du monde junior | 7 | 1  | 5 | 6 | 4   | 4e place |  |          |

## Honneurs et trophées
- Ligue de hockey de l'Ontario
  - Nommé dans l'équipe d'étoiles des recrues en 2003.
  - Nommé joueur recrue de l'année en 2003.
  - Nommé dans la première équipe d'étoiles en 2006.
- Ligue canadienne de hockey
  - Nommé dans la première équipe d'étoiles en 2006.

## Transactions en carrière
- 2004 : repêché en première ronde par les Oilers d'Edmonton (2e choix de l'équipe, 25e au total).
- 29 septembre 2009 : réclamé au ballotage par les Islanders de New York.
- 10 août 2011 : signe à titre d'agent libre avec le MODO Hockey de la Elitserien.
- 1er juin 2012 : signe un contrat de deux saisons avec le Dinamo Riga de la KHL.